# Ein Feldlager in Schlesien
Ein Feldlager in Schlesien ist ein „Singspiel in drei Akten, in Lebensbildern aus der Zeit Friedrich’s des Großen“ des Komponisten Giacomo Meyerbeer. Dieses Werk entstand 1843/44 mit einem Libretto von Eugène Scribe in der Übersetzung von Ludwig Rellstab.

## Handlung

### Erster Akt
Zimmer in Saldorfs Landhaus
Friedrich der Große läuft Gefahr, von ungarischen Reitern unter Führung Hauptmann Tronks gefangen genommen zu werden. Um das zu verhindern, lenkt Vielka, die Pflegetochter Hauptmann Saldorfs, ihre Landsleute ab, während Konrad mit dem König die Kleider tauscht. Der Plan gelingt, und der König kann entkommen.

### Zweiter Akt
Preußisches Lagerleben
Es erklingen Lieder, Märsche und Tänze. Plötzlich macht das Gerücht die Runde, Saldorf habe den König verraten. Die königstreuen Soldaten wollen den Hauptmann sofort töten, um ihren König zu rächen. In letzter Minute taucht ein Husar auf mit der Nachricht, der König sei im Lager angekommen, nachdem Saldorf ihn gerettet habe. Dadurch entgeht dieser dem schon sicher geglaubten Tode.

### Dritter Akt
In Schloss Sanssouci
Vielka und Konrad werden vom König empfangen und sollen von ihm seiner Rettung wegen gelobt und ausgezeichnet werden. Plötzlich trifft die Nachricht ein, Leopold, ebenfalls ein Verwandter Saldorfs, sei verdächtigt, ein Deserteur zu sein, und verhaftet worden. Vielka und Konrad verzichten auf die Auszeichnung des Königs und bitten stattdessen um Gnade für Leopold. Es ertönt ein Militärmarsch, und der Vorhang fällt.

## Instrumentation
Die Orchesterbesetzung der Oper enthält die folgenden Instrumente:
- Holzbläser: zwei Piccoloflöten, vier Flöten, vier Oboen, Englischhorn, vier Klarinetten, Bassklarinette, vier Fagotte
- Blechbläser: vier Hörner, vier Hörner à pistons, Tenorhorn, vier Trompeten, vier Trompeten à pistons, drei Posaunen, Tuba, Ophikleide
- Drei Pauken, Schlagzeug: Große Trommel, Becken, kleine Trommel, Triangel, Militärtrommel, Tamburin, Kastagnetten
- Zwei Harfen
- Streicher
- Bühnenmusik hinter der Szene: Flöte, zwei Kornette, zwei Hörner, vier Trompeten, zwei Tenorhörner, zwei Tenortrompeten, Basstrompete, Tuba, Kanone
- Bühnenmusik auf der Szene: vier Trommeln
- Banda: acht Piccoloflöten, zwei Flöten, zwei Oboen, zwei kleine Klarinetten in F, acht Klarinetten, Kontrafagott, sechs Kornette, zwei Hörner, sechs Tenorhörner, zwei Waldhörner, zehn Trompeten, drei Posaunen, zwei Tubas, Serpent, Schlagzeug (große Trommel, Becken, kleine Trommel, vier Trommeln, sechs Militärtrommeln)

## Werkgeschichte
Seine Uraufführung erlebte das Feldlager am 7. Dezember 1844 an der Königlichen Oper in Berlin anlässlich der Wiedereröffnung nach der Brandkatastrophe im August 1843.
In der Bearbeitung von Charlotte Birch-Pfeiffer feierte dieses Werk am 18. Februar 1847 unter dem Titel Vielka in Wien Premiere. In der Titelrolle war Jenny Lind zu sehen.
Einige Nummern dieser Musik nahm Meyerbeer 1854 in seine Oper L’étoile du nord auf.